# Brömsbodarna
Brömsbodarna är en fäbod i Rönnäs fjärding, Leksand socken, Leksands kommun.
Brömsbodarna är troligen identiskt med det fäbodställe som i fäbodinventeringen 1663-64 omtalas som Norra Axmor, och då hade 5 bönder från Tällberg och Laknäs som brukare. Vid storskiftet på 1820-talet var 19 hushåll från Tällberg och Laknäs delägare i fäboden. Då fanns här 19 stugor, och viss åkermark. Sista slåtter vid Brömsbodarna skedde 1912, och sista fäbodvistelse var 1920. 1970 fanns 6 fäbodstugor kvar.